# 이고르 부단
이고르 부단(크로아티아어: Igor Budan, 1980년 4월 22일 ~ )는 크로아티아의 전 축구 선수이다.